# Sebastian Brunnert
Sebastian Brunnert ist ein ehemaliger deutscher Basketballnationalspieler. Mit Saturn Köln wurde er zweimal deutscher Meister.

## Laufbahn
Brunnert entstammt der Nachwuchsarbeit der BG 74 Göttingen. Ihm gelang der Sprung in die Bundesliga-Mannschaft des SSC Göttingen. 1978 wechselte er innerhalb der Bundesliga zu Saturn Köln. 1981 und 1982 wurde er mit den Rheinländern deutscher Meister, 1980, 1981 und 1983 DBB-Pokalsieger, zudem spielte er mit Köln im Europapokal. 1985 wechselte Brunnert zum Bundesliga-Aufsteiger Oldenburger TB. Während seiner Spielerlaufbahn kam er in der Bundesliga auf einen Gesamtstand an erzielten Punkten von 2354.
1975 nahm Brunnert mit der bundesdeutschen Kadettennationalmannschaft an der Europameisterschaftsrunde dieser Altersklasse teil, ein Jahr später gehörte er zum deutschen Kader bei der Junioren-EM. 1980 spielte Brunnert mit der A-Nationalmannschaft das Ausscheidungsturnier für die Olympischen Spiele, 1981 nahm er mit der Mannschaft an der EM teil. Er lief zwischen 1976 und 1985 in 65 A-Länderspielen für die BRD auf.
Unter anderem als Trainer beim Oldenburger TB, Spieler der OTB-Seniorenmannschaften und als Mitglied des Führungskreises des Freundeskreises Mädchen-Basketball Oldenburg blieb Brunnert dem Basketballsport nach der Leistungssportkarriere treu.